# Ашхен
Ашхен, известная также как царица Ашхен (арм. Աշխեն) — царица Армении, принадлежала к династии Аршакидов, супруга царя Армении Трдата III. Аланская царевна, дочь аланского царя Ашхадара (Ашкатара). Первая в истории христианская царица. Канонизирована Армянской апостольской Церковью.

## Семья и происхождение
Ашхен была дочерью царя аланов Ашкатара, который также известен как Ашхадар от неназванной жены. Точная дата рождения Ашхен неизвестна, произошло это в Аланском царстве между 260—280 годами.
Имя Ашхен — женское армянское имя. Происходит от слова aksen «серый» или Zend akhsaena, что означает «чёрный» или «иссиня-чёрный». Имя также может происходить от слова khset или Zend khsaeta «огненно-красный».
По мнению академика В. И. Абаева армянское имя Ašxen происходит от аланского имени Æxsinæ; а оно от слова xsin — «госпожа». Когда она стала супругой армянского царя, её имя стало популярным женским именем в Армении.

## Биография
Трдат III был римским царём-клиентом Армении с 287 по 330 год. В 297 году он женился на Ашхен. Царь получил гарантию автономии Армении от римлян и был свободен от заговоров Сасанидов, а вторжения кавказских племён прекратились.
Трдат III послал своего полководца Смбата, отца Багарата, привести Ашхен из Аланского царства. Когда Ашхен прибыла в Армению, Трдат III приказал, чтобы Ашхен была вписана как Аршакид, облачена в пурпур и увенчана короной, чтобы стать невестой царя. Ашхен получила титулы Аршак и Царица. Эти титулы использовались для выражения высших почестей, до которых женщина могла быть вознесена в Армении. У царской четы родилось трое детей: сын Хосров III, дочь Саломея и неназванная дочь, вышедшая замуж за святого Иусика I, одного из католикосов Армянской апостольской церкви.
В тот период господствующей религией в армянском обществе был зороастризм. Его придерживалась и царская семья. В Римской империи шли жестокие гонения на христиан и, будучи союзником Рима, Трдат III был активным участником гонений на своей территории. Он приказал казнить многих христиан, выступавших против поклонения различным языческим богам в Римской империи. В частности, армянский царь ответственен за мученическую смерть монахинь рипсимеянок. По его повелению Григория Просветителя заключили в глубокую подземную темницу Хор Вирап.
После мученической кончины монахинь—рипсимеянок Трдат III потерял рассудок и начал отождествлять себя с животным, в частности с кабаном и бесцельно бродил по лесу. Его военачальники и солдаты также впали в состояние одержимости.
Во сне Хосровидухт имела видение от Бога. В сонном видении ей явился ангел в блистающем сиянии и сказал: «Нет другого лекарства от мук, постигших тебя, если ты не пошлешь в город Арташат и не приведёшь оттуда узника Григория. Явившись к вам, он дарует лекарство от ваших болезней». Хосровидухт имела это видение пять раз. Она рассказала об этом, однако ей возразили: «Значит, и ты сошла с ума. Какой-то демон вселился в тебя. Прошло уже тринадцать лет, как его бросили в страшную яму, а ты говоришь, что он жив? Где хотя бы его кости? Ибо в тот же день, когда его опустили туда, он тотчас упал замертво при одном только виде змей».
Если бы она не сообщила об этом немедленно, она подверглась бы великим мукам, и страдания народа и царя стали бы ещё хуже, со смертью и различными пытками. Хосровидухт снова вышла вперёд в большом страхе и рассказала Трдату III о своём видении. По характеру она была по-монашески скромна и не разговорчива.
Когда Хосровидухт рассказала брату о своих видениях, Трдат III тут же отправил её приёмного отца Автая в Арташат к Григорию вызволить его из глубокой ямы. Когда Григория доставили к Трдату III, он провёл в заключении 13 лет. Он страдал от недоедания и его шансы на выживание были невелики. Считается, что Хосровидухт или другая женщина тайно кормила Григория во время его заточения. В то время когда царь отдавал приказы о гонении на христиан, его супруга и сестра, вероятно, уже приняли христианство усилиями монахинь-рипсимеянок и других членов армянского христианского подполья. Есть вероятность, что Ашхен и Хосровидухт могли защищать христиан от религиозных преследований.
Григорий исцелил Трдата III от болезни в 301 году. Получив исцеление, царь немедленно провозгласил христианство официальной государственной религией в Армении. Таким образом, Армения стала первой страной, официально принявшей христианство, а Григорий был назначен Католикосом Армянской апостольской церкви. Через некоторое время после крещения Трдата III Григорий крестил его семью, включая Ашхен, весь его двор и его армию в реке Евфрат.
После принятия крещения Ашхен, Трдат III и Хосровидухт и их семьи посвятили остаток жизни служению Иисусу Христу. Ашхен, Трдат III и Хосровидухт участвовали в строительстве Эчмиадзинского собора, церкви Святой Гаянэ, церкви Святой Рипсимэ и церкви Шогакат. При строительстве церквей Святой Гаянэ и Святой Рипсимэ Ашхен и Хосровидухт пожертвовали свои драгоценности на их содержание.
Под конец жизни Ашхен и Хосровидухт удалились в замок Гарни. Ашхен вместе с Хосровидухт считаются выдающимися дочерьми армянского народа, сыгравшими значимую роль в принятии Арменией христианства. Ашхен, Трдат III и Хосровидухт прославлены в лике святых Армянской апостольской церкви, и их праздник приходится на субботу после пятого воскресенья после Пятидесятницы,как правило в конце июня.